# 小行星1469
小行星1469（1469 Linzia）是一颗围绕太阳公转的小行星。1938年8月19日，卡爾·威廉·萊茵姆特在海德堡发现了此天体。
該小行星以奧地利的城市林茲命名。
这颗小行星的绝对星等为207.7725694486986等。